# Фабіана Мурер
Фабіана Мурер (порт. Fabiana Murer, 16 березня 1981) — бразильська легкоатлетка, що спеціалізується у стрибках із жердиною, чемпіонка світу, переможниця чемпіонату світу в закритих приміщеннях, Панамериканських ігор, переможниця Діамантової ліги 2010 та 2014 років. 
Тренується під керівництвом Віталія Петрова та Елсона де Соузи.
Особисті рекорди: 4,87 на стадіоні, 4,83 в залах.

## Виступи на Олімпіадах
| Олімпіада   | Дисципліна         | Місце  |
| ----------- | ------------------ | ------ |
| Пекін 2008  | стрибки з жердиною | 10     |
| Лондон 2012 | стрибки з жердиною | 15 (q) |
| Ріо 2016    | стрибки з жердиною | —      |